# Шагрин-Фоллс (Огайо)
Шагрин-Фоллс (англ. Chagrin Falls) — селище (англ. village) в США, в окрузі Каягога штату Огайо. Населення — 4188 осіб (2020).

## Географія
Шагрин-Фоллс розташований за координатами 41°25′51″ пн. ш. 81°23′20″ зх. д. / 41.43083° пн. ш. 81.38889° зх. д. (41.430952, -81.388975).  За даними Бюро перепису населення США в 2010 році селище мало площу 5,53 км², з яких 5,37 км² — суходіл та 0,15 км² — водойми.

## Демографія
Згідно з переписом 2010 року, у селищі мешкало 4113 осіб у 1872 домогосподарствах у складі 1049 родин. Густота населення становила 744 особи/км².  Було 2042 помешкання (370/км²).
Расовий склад населення:
| - 98,0 % — білих - 0,8 % — азіатів - 0,4 % — чорних або афроамериканців - 0,1 % — вихідців з тихоокеанських островів |

До двох чи більше рас належало 0,5 %. Частка іспаномовних становила 0,9 % від усіх жителів.
За віковим діапазоном населення розподілялося таким чином: 23,8 % — особи молодші 18 років, 53,4 % — особи у віці 18—64 років, 22,8 % — особи у віці 65 років та старші. Медіана віку мешканця становила 46,1 року. На 100 осіб жіночої статі у селищі припадало 86,0 чоловіків;  на 100 жінок у віці від 18 років та старших — 79,8 чоловіків також старших 18 років.
Середній дохід на одне домашнє господарство  становив 107 457 доларів США (медіана — 65 523), а середній дохід на одну сім'ю — 151 881 долар (медіана — 101 500). За межею бідності перебувало 2,9 % осіб, у тому числі 0,0 % дітей у віці до 18 років та 5,1 % осіб у віці 65 років та старших.
Цивільне працевлаштоване населення становило 1908 осіб. Основні галузі зайнятості: науковці, спеціалісти, менеджери — 19,4 %, фінанси, страхування та нерухомість — 17,6 %, освіта, охорона здоров'я та соціальна допомога — 17,5 %.